# ベニカルロ
ベニカルロ（Benicarló）は、スペイン・バレンシア州カステリョン県のムニシピ（基礎自治体）。地中海に面した、畑地灌漑に周囲を囲まれた環境にある。

## 歴史

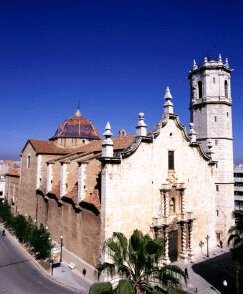
サン・バルトロメ教会

ベニカルロ最古の遺跡は、イベリア人の定住地跡である。現在のベニカルロは、アラブ人支配時代後半にあった、ペニスコラ近郊の村、ベニ＝ガズルム（Beni-Gazlum）である。キリスト教徒のレコンキスタ以降に自治体となり、1236年6月、アラゴン王ハイメ1世によってベニカストロ（Benicastló）という名で特権を授けられた。その後も代々の王たちから特権を授かった。しかし16世紀から17世紀までは完全にペニスコラの町からの自治を与えられず、裁判権や法権はペニスコラに従属した。
1294年、バレンシア王を兼ねたアラゴン王によってベニカストロはテンプル騎士団へ寄進され、その後もモンテサ騎士団へ寄進され、これまで経験しなかった経済と社会成長が始まった。1370年、ペドロ4世は、納税や貢納なしにベニカルロの浜へ貨物を下ろせる権利を与えた。ヘルマニア反乱においては、1521年に町を包囲されながらも、町は王とモンテサ騎士団へ忠誠を示した。1523年10月、町の称号と、コムギ輸入の特権、年1回の市開催といった特権を授けられた。1556年、ベニカルロはトルコ人海賊の襲撃を受けた。17世紀半ばには、ベニカルロを含むバレンシア諸都市で黒死病が大流行し、ベニカルロでは約500人の死者が出た。疫病による危機で、ブドウ畑の大半が壊滅的な被害を受けた。18世紀のスペイン継承戦争では、町はブルボン家軍の侵攻で降伏した。1794年時点の町の人口は約1300人だった。半島戦争では、スーシェ指揮のフランス軍に町は抵抗し、ゲリラ戦を繰り広げた。第二次カルリスタ戦争では、ラモン・カブレラ指揮のカルリスタ軍に攻撃された。
19世紀、ベニカルロに埠頭が建設された。1926年10月22日、ベニカルロはアルフォンソ13世の王令により都市の地位を授けられた。

## 経済
古くからワイン生産が盛んで、ビーノ・カルロン（"Vino Carlón"）と呼ばれたベニカルロ産ワインは19世紀終わりまで町の富を支えてきた。しかしフィロクセラの大流行で、ブドウの収穫量は激減した。ブドウ栽培は衰退したものの、ベニカルロには多くの農地があり、かんきつ類や野菜が生産される。特にアーティチョークの名産地となっており、EUの原産地名称保護制度の対象となっている。
1931年から1944年にかけ現在のベニカルロ港ができると、漁業が飛躍的に伸びた。近年では年平均1,500,000kgの漁獲高があり、ヒメジ、アンコウ、イカ、エビが水揚げされる。
1960年代以降、産業（家具製造、化学工業）の導入、観光業の発展で移民が急増した。

## 観光
- サン・バルトロメ教会 - 17世紀のバロック様式。
- サン・グレゴリオ礼拝堂
- アントニオ・アバド祭 - 毎年1月17日に行われる、聖アントニウスの祝祭。町の教会前で焚き火がたかれ、夜になってから悪魔の絵姿を燃やす。
- サン・イシドロ祭 - 毎年5月15日に行われる、聖イシドールスの祝祭。農民祭りの様相も持ち、パレードや礼拝行進が行われる、地域最大の祭り。
- アーティーチョーク祭り